# اکتینوباکتر
اکتینوباکترها (به انگلیسی:Actinobacteria) یک شاخه از باکتریهای گرم مثبت هستند که در دی‌ان‌ای خود گوانین و سیتوزین بالایی دارند.
- برخلاف اکتینوباکترها، فیرمیکوت‌ها بیشتر آدنین و تیمین دارند.

## طبقه‌بندی
این گروه شامل تعداد زیادی از باکتریهای بیماری‌زا و غیر بیماری‌زایی موجود در آب، خاک و طبیعت مانند اکتینومیست‌ها، استرپتومیسس و نوکاردیاها هستند. برخی از این باکتریها مانند اکتینومیست‌ها شباهت زیادی به قارچها دارند ولی عدم وجود هسته و مشاهده ترکیبات پپتیدوگلیکان، پروکاریوت بودن آنها را تأیید می‌کند. به روشهای مختلفی می‌توان این رده را طبقه‌بندی کرد از جمله اینکه به پنج راسته (Order) زیر تقسیم‌بندی کنیم:
1. Actinomycetidae مانند Bifidobacteriales و Actinomycetales و اکتینومایست
2. Acidimicrobiidae مانند Acidimicrobiales
3. Coriobacteriidae مانند Coriobacteriales
4. Nitriliruptoridae مانند Nitriliruptorales و Euzebyales
5. Rubrobacteridae مانند Rubrobacterales و Thermoleophilales و Solirubrobacterales و Gaiellales